# 冥王星冰川
71°7′S 68°22′W / 71.117°S 68.367°W
冥王星冰川（英語：Pluto Glacier）是南極洲的冰川，位於亞歷山大一世島東岸，長18公里、寬7公里，最終在瑟克塞申崖以北注入喬治六世海峽，在1935年11月23日由美國探險家拍攝空中照片。